# 冠位十二階

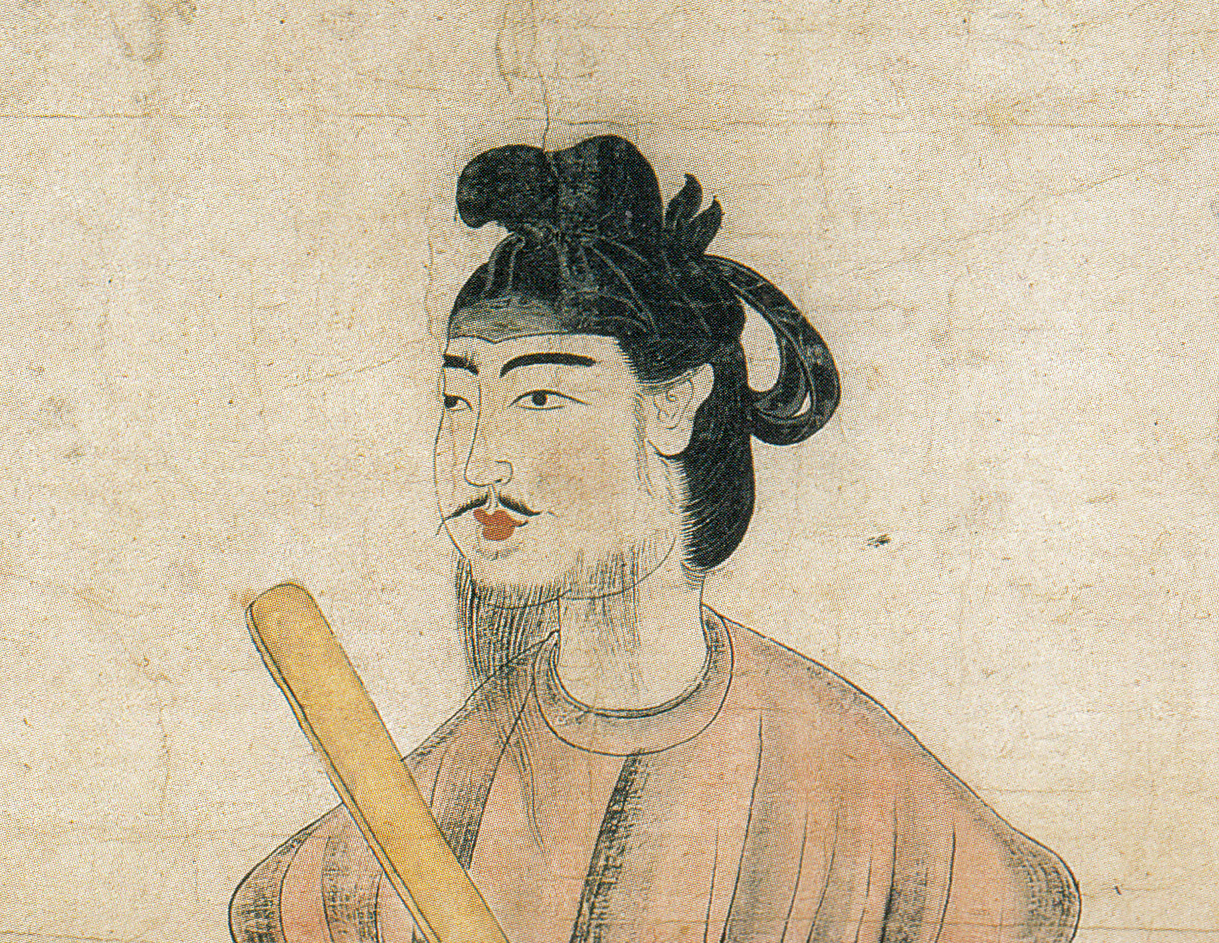
冠（聖徳太子）

冠位十二階（かんいじゅうにかい）は、日本で603年に制定され、605年から648年まで行われた冠位制度である。
日本で初めての冠位・位階であり、この制定により人材登用の道が開かれた。朝廷に仕える臣下を12の等級に分け、地位を表す色別に分けた冠を授けるものである。
七色十三階冠の施行により廃止された。

## 概要
『日本書紀』によれば推古天皇11年12月5日（604年1月11日）に初めて制定された。大徳・小徳・大仁・小仁・大礼・小礼・大信・小信・大義・小義・大智・小智の12階の冠位が制定された。冠は絁（絹織物の一種）でできており、頂を合わせて袋のようにして、その囲りに縁を着けた。元日にはさらに髻華（うず）という髪飾りを着けた。翌12年（605年）1月1日に天皇が冠位を初めて諸臣に授けた。聖徳太子の事績を伝える『上宮聖徳法王帝説』にも同様の記述がある。
『隋書』倭国伝は、官に12等があり大徳・小徳・大仁・小仁・大義・小義・大礼・小礼・大智・小智・大信・小信で定員がないと記す。順序が書紀のものと異なり、仁義礼智信という五常の通常の配列に従っている。唐代に書かれた『翰苑』には、『括地志』に曰くとして倭国の十二等の官の第一に麻卑兜吉寐（まひときみ、まひとぎみ、まへつきみ）があり、華言（中国語）で大徳というとある。二は小徳で、三以下は大義、小義と『隋書』と同じ順で続く。『日本書紀』と順序の違いがあるが、冠位十二階が実際に制定・施行されたことを証明するものである。
この時始められた冠位制度は、天皇が臣下のそれぞれに冠（位冠）を授け、冠の色の違いで身分の高下を表すものである。前代の氏姓制度と異なり、氏ではなく個人に対して与えられ、世襲の対象にならない。豪族の身分秩序を再編成し、官僚制度の中に取り込む基礎を作るもので、政治上の意義が大きかった。大化3年（647年）に七色十三階冠が制定され、翌大化4年（648年）4月1日に廃止されたが、その後もいくたびかの改変を経て律令制の位階制度となり、遺制は現代まで及ぶ。
冠と結びつかないが同様に人に等級を付ける制度は高句麗・新羅・百済の官位があり、日本の冠位に先行している。同じ時代の隋・唐の官品には似ないが、より以前の漢代や南北朝時代の思想制度の影響が指摘される。

## 制定の目的
制定の目的は『日本書紀』等に記されない。よく説かれるのは二つで、一つは家柄にこだわらず貴族ではなくても有能な人間を確保する人材登用のため、もう一つは外交使節の威儀を整えるためである。
氏姓制度の姓（カバネ）と比べたときの冠位の特徴は、姓が氏に対して授けられるのに対し、冠位は個人に授けられる点である。そして姓は世襲されるが、冠位は一身限りで世襲されない。また、それまでの氏はそれぞれ個別的に天皇への奉仕を誓っており、対等な氏に属する人を組み合わせて上司と部下という職務上の上下関係を結ばせるのは簡単ではなかった。冠位を媒介にすることで、官僚的な上下関係を納得させやすくする。場合によっては生れが賤しい者を生れが良い者の上に立たせることも可能になる。冠位は旧来の氏姓の貴賤を否定するものではないが、旧来の豪族を官人に脱皮させる上で大きな役割を果たした。
外交では、高句麗・新羅・百済に類似した官人序列の制度があり、中国にも官品制度があった。こうした諸国との使者の応接に際しては、その使者の地位の高下や、応接する人の地位が気にかかる。この点官位はわかりやすい指標で、日本に同様のものがあればこれら諸国との交際に便があるだけでなく、日本も劣らず制度が整った国であるという対外的威容を備えることができる。これら諸国との冠位の対応表を作る試みもあるが、やりとりされる使者の位の違いから、互いの対応はとれていなかったという説もある。
外交的動機については、第1回遣隋使を推古天皇8年（600年）に派遣した時の教訓から冠位十二階が編み出されたとする有力な説がある。『日本書紀』にはこの遣使に関する記事がないが、隋の側にはあり、「王は天を兄、日を弟として、日がのぼる前に政務をとる」という倭の制度を聞いて、隋の文帝（楊堅）が道理がないと批判したという。書紀に記載がないのはこの遣使の扱いを屈辱とした書紀の編者がわざと載せなかったためではないかと推測する。そしてこの失敗を繰り返さないため、十二階の冠位を定めてから、その位を帯びた使節として小野妹子を派遣し、礼を学びたいと言わせたのではないかという。

## 冠位の授受と使用

### 冠位を授ける者
冠位を与える形式的な授与者は天皇である。学説としては、かつて冠位十二階はもっぱら摂政・皇太子の聖徳太子（厩戸皇子）の業績であるとみなされていたが、後には大臣である蘇我馬子の関与が大きく認められるようになった。学者により厩戸皇子の主導権をどの程度認めるかに違いがあるが、誰に冠位を授けるかを決める人事権者は、制定時には両者の共同とする学者が多い。
馬子とその子で大臣を継いだ蝦夷、さらにその子の入鹿の冠位は伝えられない。蘇我蝦夷が、子の入鹿に私的に紫冠を与えて大臣にしたことが、『日本書紀』に記される。古くはこれが最高の冠位である大徳にあたり、蝦夷・入鹿は大徳を勝手に受け渡したのだと解釈されていた。しかし現在では蘇我の大臣は十二階の冠位を授からなかったと考えられている。馬子・蝦夷・入鹿は冠位を与える側であって、与えられる側ではなかった。厩戸皇子等の皇族も同じ意味で冠位の対象ではなかった。

### 冠位を授かる者
姓（カバネ）は氏の構成員全員が身に帯びるが、冠位は直接何かの役職について朝廷に仕えるような個人だけが授かった。判明している数十例からみる限り、十二階の冠位の授与範囲は、畿内とその周辺に限られていたらしい。具体的には、中央の有力豪族と畿内周辺の地方豪族が冠位を授かり、他地域の地方豪族はもらわなかった。朝廷の支配力の限界である。
知られる限りの例では、最上位の大徳と小徳は臣・連・君といった高い姓（カバネ）を持つ者で占められている（『上宮聖徳太子傳補闕記』では「造」の姓を持つ秦河勝が小徳に叙されているが、他にそのような記述は見られない）。大仁・小仁では高いカバネと低いカバネがまじっている。大礼以下は地方豪族や下級の伴造が主で、高いカバネのものは少数になる。
国博士の高向玄理が小徳、仏師の鞍作止利が大仁など、あまり高くない氏の出身者が特別な能力功績により高い冠位を授けられた例がいくつか伝わる。冠位十二階は門閥を打破し実績による人材登用の道を開くものだという説が根強くあるが、昇進は小野妹子が第5階の大礼から第1階の大徳に登ったのが顕著な例で、着実な昇進と呼ぶべき例はあまりない。後の律令制下の位階のような生まれの良さが昇進速度に反映して差が開くのではなく、生まれの貴賤で位が決まり、ほとんどの人がそのまま変わらないような、固定的身分制度であった。

### 着用場面
古墳時代の5世紀から日本の支配層は冠を着用しており、朝鮮半島の影響を強く受けた金属製（多くは金銅）の冠が古墳の副葬品として見つかっている。やはり5世紀にあたる『日本書紀』の安康天皇紀と雄略天皇紀に見える押木珠縵もこの型と言われる。
十二階制の施行期にも位冠でない冠が使われていたと考えられる。十二階の上にあった蘇我大臣家には紫冠があり、皇族も自己の冠を着用していた。下のほうでは、やはり冠位を持たない地方豪族が自分の冠を持っていたようで、伊勢の荒木田氏が代々赤冠を着けていたことが知られる。藤原氏の『家伝』には中臣鎌足（藤原鎌足）が青年のときに良家の子に一斉に錦冠が授けられることになったとあり、これもまた十二階の外の冠と説かれる。しかし蘇我氏の紫冠も含めてこれら史料の信頼性を低く見て、後世の造作とみなする学者も多い。
冠位は服装の規定と連動するもので、推古天皇16年8月の唐の使者裴世清の接待や、天皇と臣下の薬猟のときに（推古天皇19年5月5日、20年5月5日）、冠位によって服装と髪飾りを分けたことが『日本書紀』に記されている。

## 冠位と位冠

### 名称と順序
冠位の名称のうち、徳を除いた五つは儒教の徳目である五常である。五常は仁義礼智信と並べるのが普通だが、冠位十二階は仁礼信義智という見慣れない順序をとっている。これは五行思想の木火土金水に対応したものである。五行の並べ方には二種類あり、そのうちの五行相生は、木は火を生み、火は土を生み、という関係を木火土金水の順で表す。これを対応する徳に置き換えると、仁礼信義智が得られる。冠位十二階は五行相生にもとづくのであろう。
徳については五行と別の説明が必要になる。『聖徳太子伝暦』は、徳は仁以下の五つを合わせたものだから最上としたと説き、これが通説である。
五行思想は中国の思想的産物ではあるが、仁礼信義智の順序で五常を並べて地位の表示にし、徳をその上に置くという発想については、日本独自のものとする説と、中国の道教の影響とする説が分かれる。伝統的な通説は、冠位十二階を立案した日本人の創案と考えた。ことさら順序を変え、信と礼を上にしたところに十七条憲法の思想、ひいては聖徳太子の思想の反映を見る人もいる。日本創案説の論拠には、中国の文献に徳仁礼信義智の配列が見えないことがあった。
しかし1981年に道教研究者の福永光司が、5世紀成立の道教経典『太霄琅書』に徳仁礼信義智の配列がそのままあると指摘して道教の影響を説き、学説状況は変わってきた。別に、隋の蕭吉著『五行大義』に、仁礼信義智をこの順で説明し、それらが合わさって徳を全うするという趣旨の文があることから、遣隋使が隋から摂取したとする説もある。
官位・官職を12に分ける制度は、高句麗の官位や北周の冕（冠の一種）に先例がある。ただ、基準数として12を用いるのは、十二支、十二宮、十二星など中国に例が多く、特定の制度の継承でない可能性もある。

### 色
| 冠位 | 五行説   | 五行説       | 五行説   | 非五行説         | 非五行説         | 非五行説 |
| 冠位 | 濃薄区別 | 濃薄区別なし | 徳冠が錦 | 七色十三階制から | 七色十三階制から | 隋書から |
| 大徳 | 濃紫     | 紫           | 錦       | 赤               | 紫               | 紫       |
| 小徳 | 薄紫     | 紫           | 錦       | 赤               | 紫               | 紫       |
| 大仁 | 濃青     | 青           | 青       | 青               | 赤               | 紫       |
| 小仁 | 薄青     | 青           | 青       | 青               | 赤               | 紫       |
| 大礼 | 濃赤     | 赤           | 赤       | 黒               | 青               | 紫       |
| 小礼 | 薄赤     | 赤           | 赤       | 黒               | 青               | 紫       |
| 大信 | 濃黄     | 黄           | 黄       | 黒               | 紺               | 緋       |
| 小信 | 薄黄     | 黄           | 黄       | 黒               | 紺               | 緋       |
| 大義 | 濃白     | 白           | 白       | 黒               | 黒               | 緑       |
| 小義 | 薄白     | 白           | 白       | 黒               | 黒               | 緑       |
| 大智 | 濃黒     | 黒           | 黒       | 黒               | 緑               | 縹       |
| 小智 | 薄黒     | 黒           | 黒       | 黒               | 緑               | 縹       |

　　十二階制の位冠は絁（絹の布の一種）という布でできていて、二つの部分からなる。本体は袋状の帽子で、その周りに数センチか十数センチの縁がつく。飾りを付けることもある。冠には位によって異なる色が定められたが、『日本書紀』等の諸史料は何が何色に対応するのかを示さない。五行五色説をもっとも有力なものとして様々な推定説が唱えられていたが、どれも確証はない。
徳を除く冠の色は、一般に五行に対応する五色であろうとされており、それに従えば仁が青、礼が赤、信が黄、義が白、智が黒となる。江戸時代の国学者谷川士清は大小を濃淡で分けたが、それは後の制度からの類推である。
五行説の難点は、義の白にある。白は古代日本で尊貴な色とされており、後の大宝令（701年）では天皇だけの衣色と定められた。大宝令以前の天皇の色については不明だが、七色十三階冠から冠位四十八階までの諸制度で白が冠位の色、つまり皇族臣下の色として使われた形跡がない。大義・小義のような下級の色に使われたか疑問が残る。
五行によらず、後代の制度を遡らせたり、隋の制度をあてはめたりして推定する説もある。七色十三階冠は七色の冠を大小に分けるもので、そのうち紫、青、黒の3色が冠位の名に出ている。この3色をとって徳が赤、仁が青、礼信義智が黒とあてはめたり、それに服色の緋（赤）、紺、緑を加えて徳が紫、仁が赤、礼が青、信が紺、義が黒、智が緑と割り当てる説がある。『隋書』礼儀志から服の色の制度をとり、徳仁礼が紫、信が緋、義が緑、縹が智とする説もある。
最高位については五行からあてはめることはできない。皇極天皇2年（642年）10月に蘇我蝦夷が私に紫冠を子の入鹿に授けて大臣に擬したとあるのが手がかりになる。蝦夷・入鹿は最高の大徳であったと推定し、紫が徳の色であろうとする説が江戸時代から長く行なわれていた。しかし大臣が十二階から超然としていたとなると、大徳・小徳を紫冠とする積極的根拠はなくなる。それでも、隋が五品以上の服を紫としたことからの類推で紫を大徳・小徳にあてる説が古くからあり、紫説は上記非五行の諸説にもみるように根強いものがある。紫以外の色では、後の七色十三階冠からの類推で、錦（模様を織りだした高級な絹の布）とする説がある。

## 諸外国の制度との関係
冠位という用語を使うのは日本だけだが、中国及び高句麗・新羅・百済に先行して類似の制度があった。同時代的には朝鮮の官位に似ており、こちらを主に参考にしたとする説と、主に中国の古典文献を参考に考案したとする説がある。
日本に冠位が設置施行された時期に中国にあった官品制度は、官を序列する仕組みであって、人を序列する冠位・位階制度とは原理的に異なる。冠位は隋・唐の制度を参照して作られたものではない。日本では冠位を爵とも呼んだが、隋・唐の爵は冠位とも官品とも異なり、秦・漢代の二十等爵が冠位に似た人に与える等級である。冠や服の色で官吏の等級を表す思想はもと中国にはなく、後漢末に魏の武帝（曹操）が布でかぶりものを作り、その色を分けて貴賤を表したのをはじめとする。服色では、南北朝時代に北朝の北魏で定められた五等公服が五色の服色で等級を表したもので、これが品（官品）により色を分ける北周の制度にも引き継がれていたと言われる。等級による分割ではないが、北周では役務別に十二種の冕（冠の一種）を定め、それが五行の色で定められていた。
高句麗・百済・新羅の官位は、人に授けて肩書きとする点、授けるときに生まれの貴賤が重視される点で、日本の冠位と似る。『隋書』高麗伝が伝える高句麗の官は十二等あり、冠の違いで等級を示した。この十二等各々の名称は古い官職名が転用されたものだが、日本の冠位十二階とは位の数も冠の違いを伴う点も似ている。新羅の十七等も冠の違いをともなう位であった。『隋書』百済伝が官に十六品があると記す百済の十六等の官位は、日本の冠位と同質で、帯の色を分け、高位の冠に飾りをつけた。百済の十六階のうち十二階の名称は漢語を用いて整然と設計されており、その点で冠位十二と似ている。布製のかぶりものを冠と呼ぶのは百済の風習である。朝鮮三国の官位の成立時期は明らかでないが、日本の冠位より前であることは確かで、使者の往来がある隣国の制度として知られていた。
だが朝鮮重視説をとる場合でも、その朝鮮の制度は古い中国の制度を範として作ったものであるから、冠位十二階は間接的に中国の制度の影響下にある。中国の古典を範にしたとしても、日本人が朝鮮三国の官位の知識を持たずにいたとは考えられない。いずれに重みがかかるにせよ、一つのモデルの単純な模倣ではなく、各種制度を参考に独自の制度を案出したものであろう。そして、異なる制度になったのは偶然や工夫の結果ではなく、違えることに意味があったと考えられる。古代の東アジアで官吏の服装は、それと一体になる儀式とともに支配秩序を目で見えるかたちで表す機能を持っており、ある国の制度をそのままに採用することは、その国の支配体制への服属を意味していた。新羅や百済に対して優越的な小中華として振る舞った当時の日本にとって、朝鮮諸国の単純な模倣はせず、中国に対しても独自性を持つ制度を求めた。冠位十二階は、中国的な礼秩序を、朝鮮三国とも中国とも異なる方法で示すための制度であったと言える。